# Finlaya sorsogonensis
Finlaya sorsogonensis is een muggensoort uit de familie van de steekmuggen (Culicidae). De wetenschappelijke naam van de soort is voor het eerst geldig gepubliceerd in 1966 door Bañez en Jueco..